# 1945 en bande dessinée
| Années de la bande dessinée : 1942 - 1943 - 1944 - 1945 - 1946 - 1947 - 1948    |
| Décennies de la bande dessinée : 1910 - 1920 - 1930 - 1940 - 1950 - 1960 - 1970 |

Cet article présente les faits marquants de l'année 1945 en bande dessinée.

## Évènements
- Premier numéro de Pan
- Janvier : Première apparition de Superboy dans More Fun Comics 101
- 28 mars : José Cabrero Arnal créé le personnage de Pif pour le journal L'Humanité
- Décembre : premier numéro de Millie the Model par Ruth Atkinson.
- Décembre : Première série dessinée par Hugo Pratt
- Décembre : Première apparition de Black Adam dans Marvel Family Comics 1
- 14 décembre : Dans le n° 45 de Vaillant apparait une nouvelle série de science-fiction : Les Pionniers de l'Espérance, scénarisée par Roger Lécureux et dessinée par Raymond Poïvet.
- En Corée dans les pages du Seoul Times apparait le premier personnage populaire, Le Professeur Kojubu (Kojubu Samgukji) de Kim Yong-hwan (김영환).

## Comic Strips
| Date | Titre | Auteur | Évènement | Éditeur |
| ---- | ----- | ------ | --------- | ------- |

## Nouveaux albums
Voir aussi : Albums de bande dessinée sortis en 1945

### Franco-Belge
| Sortie | Titre       | Scénariste | Dessinateur | Coloriste | Éditeur |
| ------ | ----------- | ---------- | ----------- | --------- | ------- |
| ?      | à compléter |            |             |           |         |
| ?      | …           |            |             |           |         |

## Naissances
- 7 janvier : Jay Lynch, auteur de comics underground
- 20 février : Enrique Sanchez Abuli
- 25 mai : Yanase Masamu, artiste, mangaka et caricaturiste japonais.
- 15 juin : Don McGregor (scénariste de comics)
- 5 juillet : François Bourgeon, scénariste et dessinateur français.
- 17 août : Rachel Pollack, scénariste de comics
- 25 août : Daniel Hulet
- 12 septembre : Milo Manara, auteur italien.
- 12 décembre : René Pétillon, auteur français.
- 30 décembre : Carali, dessinateur né en Égypte.
- Naissances de Gérard Boutet, Gast et Pierre Guilmard.

## Décès
- 3 janvier : Christophe, un des précurseurs de la bande dessinée en France.
- 13 mai : Russell Keaton, auteur de comic strips